# Dixcove
Dixcove ist ein kleiner Fischerort an der Küste von Ghana, im Siedlungsgebiet des Volkes der Ahanta in der Western Region, ca. 20 Kilometer westlich der Stadt Sekondi-Takoradi. Auf einer Anhöhe am Ortsrand befindet sich das von den Briten errichtete Fort Metal Cross.

## Namensherkunft
Der Name Dixcove leitet sich von der ursprünglichen englischen Bezeichnung „Dick’s Cove“, also „Richards’ (Kurzform "Dick’s") Bucht“ ab. Wie viele Orte an der Küste Ghanas hat Dixcove neben seiner offiziellen, englischen Bezeichnung auch noch einen Akannamen: Mfuma.